# Pellenes corticolens
Pellenes corticolens là một loài nhện trong họ Salticidae.
Loài này thuộc chi Pellenes. Pellenes corticolens được Ralph Vary Chamberlin miêu tả năm 1924.